# Julie Bernard (auteure-illustratrice)
Pour les articles homonymes, voir Julie Bernard, Bernard et Li.
Julie Bernard, dite Li, née en 1990 au Port, est une illustratrice française de livres jeunesse, qui vit à Saint-Leu à La Réunion.

## Biographie
Venant d'un milieu créatif (ses parents sont artisans créateurs), Julie Bernard étudie les arts graphiques à l'école Auguste Renoir à Paris et aux Beaux Arts de Bruxelles. Elle est diplômée en 2015 d’un master 2 en illustration.
Elle travaille aujourd'hui en tant qu'artiste indépendante, auteure et illustratrice, notamment d'albums jeunesse. 
Son univers graphique coloré et poétique est remarqué à l'étranger où elle obtient plusieurs prix. À La Réunion, elle obtient le prix Vanille 2019 catégorie Illustration pour deux titres, Le livre des métiers : un imaginaire pour demain et Z’oiseaux rares.

## Publications
- Une goutte de pluie dans l’océan, auto-édition, 2016
- 60 questions étonnantes sur l'amour : et les réponses qu'y apporte la science, avec Marc Olano (texte), éditions Mardaga, 2016  (ISBN 978-2-8047-0320-2)
- Le livre des métiers : un imaginaire pour demain, éditions Zébulo, 2018  (ISBN 978-2-35504-593-6)
- Robinson et l’arbre de vie, avec Alain Serres (texte), éditions Rue du monde, 2019  (ISBN 978-2-35504-593-6)
- Le livre des beautés minuscules : 36 poèmes pour murmurer la beauté du monde, avec Carl Norac (texte), éditions Rue du monde, 2019  (ISBN 978-2-35504-552-3)
- Z’oiseaux rares, avec Fabienne Jonca (texte), éditions Zébulo, 2019  (ISBN 979-10-96163-06-9)

## Prix et distinctions
- 2015 : Green Island Award au Nami Concours (Corée du Sud)
- 2016 : sélection à Ilustrarte – Lisbonne (Portugal)
- 2017 : sélection au Nami Concours (Corée du Sud)
- 2018 : grand prix de CICLA Original Illustration Exhibition (Shanghai – Chine)
- 2019 : prix Vanille (La Réunion) pour Le livre des métiers : un imaginaire pour demain et Z’oiseaux rares
- 2020 : sélection au prix UNICEF de littérature jeunesse[4] pour Le livre des métiers : un imaginaire pour demain